# 苗可沛
苗可沛（1909年—1950年12月31日），别名雨若，辽宁本溪县下马塘苗家村人，中华民国政治人物。

## 生平
1923年，就读子下马塘私塾。稍长入高等小学，1931年考入沈阳师范学校，期间加入中国国民党。1934年师范毕业，次年分配到本溪湖大堡学校任教，1939年，转到下马塘学校。同年5月，与中国国民党东北党务办事处专员罗大愚取得联系，筹建本溪党部筹备委员会，苗可沛任主任委员，肖承璞、李笑如、关庸、魏国新等任委员，在本溪发展组织，进行党务活动。1941年，他被日伪统治当局逮捕。1944年4月2日，国民党在本溪的党员全部被捕入狱。1945年8月，日军投降，苗可沛获释出狱。
出狱后，苗可沛等重返本溪，组建国民党党部。8月30日，在本溪湖市大堡小学校召开国民党本溪县临时党部成立大会。苗可沛为书记长，并陆续建立6个区党部，与煤铁公司大队及临时维持会共同从事党务。同年9月，中国共产党军队进驻本溪后，苗可沛转移到沈阳，帮助辽宁省党部罗大愚成立复员建设委员会。同年5月，苗可沛随国民党52军重返本溪，组建了本溪县党部，自任书记长。1946年下半年，国民党本溪县党部以维持治安为名，在本溪湖市永丰保开设建国造枪厂，后就被东北人民解放军缴获。1948年10月末，解放军再次攻占本溪，苗可沛逃往沈阳隐居，后被查获。1950年12月31日，被人民政府枪决。